# Condado de Madison (Montana)
El condado de Madison (en inglés: Madison County), fundado en 1864, es uno de los 56 condados del estado estadounidense de Montana. En el año 2000 tenía una población de 6.851 habitantes con una densidad poblacional de una persona por km². La sede del condado es Virginia City.

## Geografía
Según la Oficina del Censo, el condado tiene un área total de 9332 km² (3603,1 mi²), de la cual 9290 km² (3586,9 mi²) es tierra y 41 km² (15,8 mi²) (0.45%) es agua.

### Condados adyacentes
- Condado de Beaverhead - suroeste, oeste
- Condado de Silver Bow - noroeste
- Condado de Jefferson - norte
- Condado de Gallatin - este
- Condado de Fremont - sur

## Carreteras
- Interestatal 15
- U.S. Highway 91 (antigua)
- U.S. Highway 212
- Carretera Estatal de Montana 41
- Carretera Estatal de Montana 84
- Carretera Estatal de Montana 87
- Carretera Estatal de Montana 55
- Carretera Estatal de Montana 287

## Demografía
En el 2000 la renta per cápita promedia del condado era de $30,233, y el ingreso promedio para una familia era de $35,536. En 2000 los hombres tenían un ingreso per cápita de $26,606 versus $17,917 para las mujeres. El ingreso per cápita para el condado era de $16,944. Alrededor del 12.10% de la población estaba bajo el umbral de pobreza nacional.

## Comunidades

### Pueblos
- Ennis
- Sheridan
- Ruby
- Alder
- Twin Bridges
- Virginia City

### Lugares designados por el censo
- Alder
- Big Sky
- Harrison

### Otras comunidades
- Cameron
- Norris
- Pony
- Union City